# Retrato de Eleonora Gonzaga della Rovere
El Retrato de Eleonora Gonzaga es un cuadro del pintor Tiziano, realizado en 1538, que se encuentra en la  Galería Uffizi de Florencia, Italia.
La obra forma parte de una pareja junto a la del esposo de Eleonora Gonzaga Della Rovere,  Francesco Maria della Rovere donde se resaltan las virtudes de belleza y prudencia, sobresalientes en la duquesa.
El modelo sería prototipo de obras posteriores como el de Isabel de Portugal.